# Ристо Шећерински
Ристо Шећерински (Штип, 28. март 1927 — Штутгарт, 5. август 2016) био је југословенски и македонски архитект.

## Биографија

### Рано образовање и почетак каријере
Ристо Шећерински рођен је 1927. године у Штипу, у тадашњој Краљевини Југославији. Након завршетка средњег образовања, уписао се на Архитектонски факултет у Београду, где је дипломирао 1951. године под менторством угледног професора Богдана Несторовића, једног од најзначајнијих архитеката међуратне Југославије.
Несторовићев утицај на младог Шећеринског био је пресудан за формирање његовог архитектонског стила. Професор Несторовић био је познат по својој модернистичкој оријентацији и функционалистичком приступу архитектури, што се касније одразило и на рад његовог ученика.

### Период рада у Скопљу
Након дипломирања, Шећерински је започео професионалну каријеру у Скопље, где је радио у пројектантском предузећу „Пројектант" од 1951. до 1956. године. Овај период је био кључан за његово професионално сазревање и стицање искуства у пројектовању различитих типова објеката.
У току свог рада у Скопљу, Шећерински је пројектовао неколико значајних објеката који су обележили урбанистички развој града. Међу њима се издвајају:
- Административна зграда у улици „11. октобар" - једна од његових раних реализација која је, нажалост, срушена приликом разорног земљотреса 1963. године.
- Стамбени блок на углу булевара „Кочо Рацин" и улице „11. октобар" - пројектован између 1952. и 1955. године, представљао је модеран приступ становању у послератном периоду.
- Стамбени блок у улици „Орце Николов" - специјално пројектован за потребе универзитетских запослених, овај објекат је одражавао социјалну компоненту архитектуре тог времена.

### Прелазак у Војводину и Београд
Средином педесетих година, Шећерински је донео одлуку о преласку у Нови Сад, а касније и у Београд. Овај потез био је мотивисан жељом за професионалним развојем и радом на већим и сложенијим пројектима. У периоду од 1956. до 1963. године, радио је као пројектант у различитим београдским институцијама.
Током овог периода, Шећерински је развио препознатљив архитектонски стил који је комбиновао функционалистичке принципе са локалним градитељским традицијама. Његов рад се одликовао пажњом према детаљима и инсистирањем на квалитету извођења.

### ЗградаТоблероне
Круна Шећеринског рада у Београду је пројектовање зграде популарно назване „Тоблероне" у насељу Карабурма, која је изграђена 1963. године. Ова зграда је добила свој надимак због специфичног троугластог облика који подсећа на познату швајцарску чоколаду.
Зграда „Тоблероне" представља јединствен пример модернистичке архитектуре у Београду и постала је препознатљив оријентир у граду. Њен иновативни дизајн и функционално решење простора учинили су је једним од најзначајнијих архитектонских остварења шездесетих година у Југославији.

### Емиграција и рад у иностранству
Након 1963. године, Шећерински је донео одлуку о емиграцији, најпре у Швајцарску, а потом у Немачку. Овај корак био је мотивисан жељом за новим професионалним изазовима и бољим условима рада.
У Немачкој је радио као слободни архитект, развивши успешну приватну праксу. Специјализовао се за пројектовање стамбених објеката, прилагођавајући свој стил локалним условима и прописима. Његов рад у иностранству одликовао се високим професионалним стандардима и иновативним решењима.

### Учешће на конкурсима и награде
Током своје каријере која је трајала четири деценије (1951—1991), Шећерински је активно учествовао на архитектонским конкурсима. Његов таленат и креативност препознати су кроз освајање више од 10 првих награда на различитим конкурсима, што сведочи о високом квалитету његовог рада.
Ове награде потврђују Шећеринског као једног од најуспешнијих архитеката свог поколења, способног да се такмичи и побеђује у различитим архитектонским дисциплинама.

## Уметничко стваралаштво
Поред архитектуре, Шећерински се активно бавио и ликовним уметностима. Посебно се истицао у изради акварела и различитих цртежа. Ово хобистичко бављење уметношћу није било само додатна активност, већ је значајно допринело развоју његове архитектонске сензибилности.
Његови акварели одликовали су се финоћом и пажњом према детаљима, што се одразило и на његов приступ архитектонском пројектовању. Комбинација техничке стручности и уметничке сензибилности чинила је његове пројекте јединственим и препознатљивим.

## Архитектонски стил и утицај
Шећеринског архитектонски стил може се окарактерисати као функционалистички модернизам са елементима локалне традиције. Његови објекти одликују се јасним геометријским формама, рационалном организацијом простора и пажњом према односу између екстеријера и ентеријера.
Посебно је инсистирао на квалитету материјала и извођења, што је чинило његове објекте дуготрајним и естетски вредним. Његов рад представља важан допринос развоју југословенске архитектуре друге половине 20. века.

## Наслеђе и значај
Рад Ристе Шећеринског представља мост између различитих архитектонских традиција и епоха. Његова дела у Македонији, Србији и иностранству сведоче о способности да се прилагоди различитим условима рада, не губећи при том свој препознатљив рукопис.
Његов утицај на младе архитекте и студенте архитектуре био је значајан, посебно кроз пример како успешно комбиновати локалне традиције са модерним архитектонским принципима.

## Лични живот и последње године
Шећерински је последње деценије свог живота провео у Штутгарту, где је наставио да ради као архитект све до 1991. године. Упркос животу у иностранству, задржао је везу са својим коренима и пратио развој архитектуре на Балкану.
Преминуо је 5. августа 2016. године у Штутгарту, у 89. години живота, оставивши за собом богато архитектонско наслеђе и неизбрисив траг у историји југословенске архитектуре.